# Shiraume Gakutotai
Das Shiraume Gakutotai (jap. 白梅学徒隊, dt. „Shiraume-Schülertrupp“, auch Shiraume Kangotai 白梅看護隊, dt. „Shiraume-Krankenpflegetrupp“, engl. Shiraume student nurse corps) war eine Truppe von Hilfskrankenschwestern, die aus 56 Schülerinnen der zweiten höheren Mädchen (Ober)schule der Präfektur Okinawa bestand.

## Geschichte

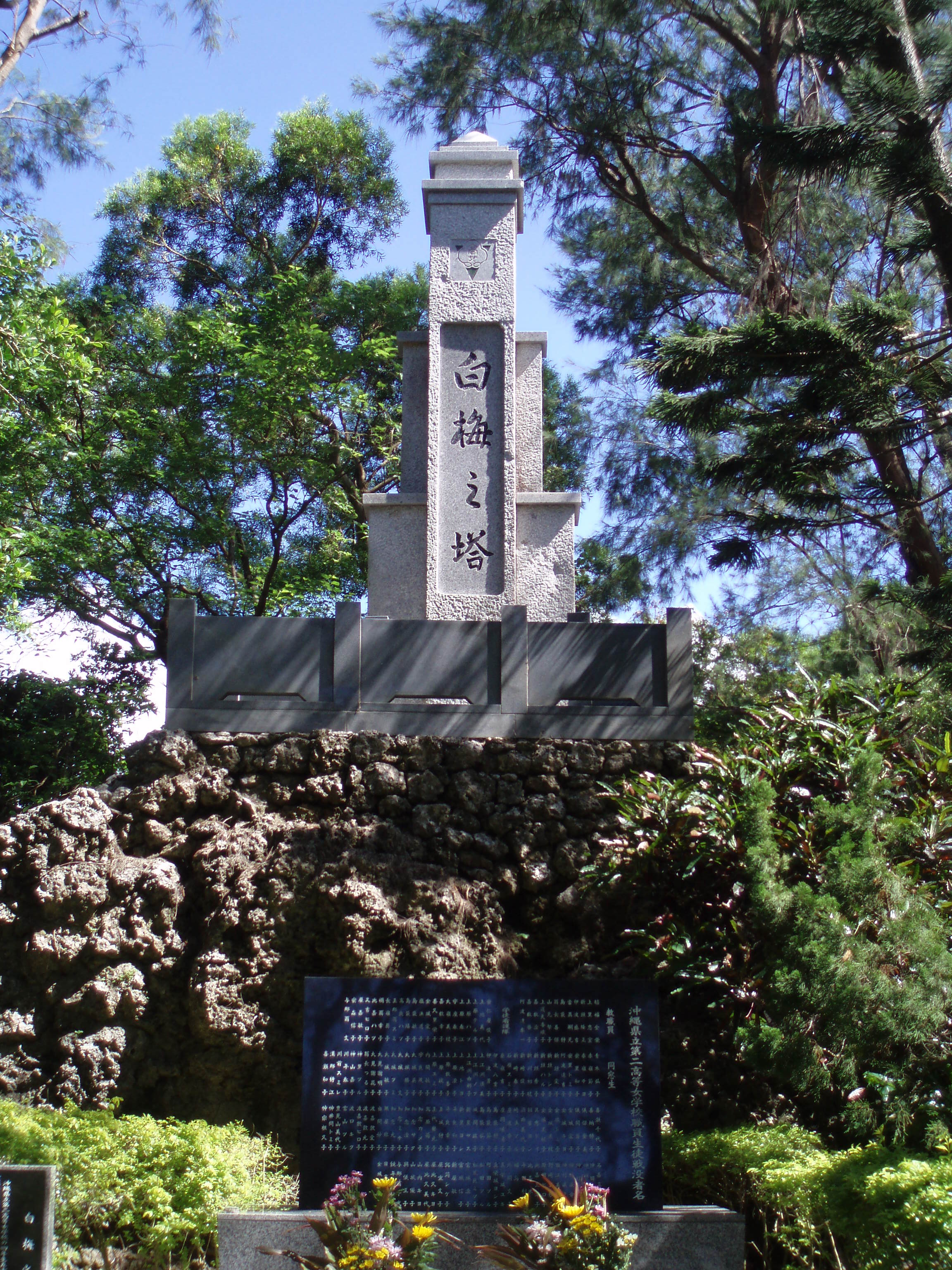
Shiraume-Mahnmal

Ähnlich dem „Himeyuri-Schülertrupp“ dienten die Schülerinnen in der Schlacht um Okinawa (von April bis Juni 1945) als Krankenschwestern für verwundete Soldaten, als gegen Ende des Krieges die Schüler von Okinawa als Tekketsu Kinnōtai genannten Hilfstruppen aufgestellt wurden. Der größte Teil der Schülerinnen verlor im Verlaufe der Kämpfe um die Insel ihr Leben. Insgesamt starben ca. 200.000 Menschen auf Okinawa, davon 120.000 Zivilpersonen, 13.000 amerikanische und ca. 66.000 japanische Soldaten.
Die zweite Mädchenschule der Präfektur Okinawa wurde im September 1905 als Berufsschule eröffnet. 1921 avancierte die in der Stadt Naha gelegene Schule formal zu einer Oberschule, drei Jahre später zur städtischen Oberschule und im April 1928 zur 2. Präfektur-Oberschule für Mädchen. Im Dezember des gleichen Jahres wurde am Matsuo-yama im Stadtteil Kume ein neues Schulgebäude errichtet, wohin die Oberschule von Kumoshi aus hinzog.
Im April 1936 fiel der größte Teil des neu errichteten Schulgebäudes durch Brandstiftung den Flammen zum Opfer. Das Gebäude wurde daraufhin erneut aufgebaut, 1940 fertiggestellt und beim großen Luftangriff auf Okinawa am 10. Oktober 1944 (十・十空襲, Jūjū kūshū) abermals zerstört. Noch bevor die Schülerinnen zur Front versetzt wurden, ereignete sich am 11. Dezember in der Nähe des Bahnhofs Inamine in Ōzato-son (大里村, heute: Nanjō) bei einem Munitionstransport zur 24. Infanteriedivision eine Explosion, bei der zwei Schülerinnen ihr Leben verloren und eine Schülerin schwer verwundet wurde. Eine weitere Schülerin starb auf einem Passagierschiff von Kume nach Naha, das von der amerikanischen Marine angegriffen und versenkt wurde. Die überlebenden 70 Mädchen der vierten Klassenstufe wurden von Februar 1945 an zu Hilfskrankenschwestern ausgebildet.
Am 6. März 1945 wurden 56 dieser Schülerinnen als Hilfskrankenschwestern dem Stützpunkt der 24. Infanteriedivision in der Volksschule Kochinda in Yaese zugeteilt. Als ab dem 24. März die Angriffe der Amerikaner zunahmen, wurde das Training der Mädchen abgebrochen und sie wurden dem Feldlazarett der 24. Infanteriedivision zugeteilt. Am 25. März wurden drei, am 27. März sieben Schülerinnen aus dem Militärdienst entlassen, sodass 46 Mädchen im Feldlazarett verblieben.
Am 4. Juni beschloss man im Zuge eines Rückzugs das Feldlazarett weiter nach Süden zu verlegen; die Schülerinnen der Shiraume-Truppe wurden nach und nach entlassen und flüchteten vereinzelt Richtung Süden. Viele der Schülerinnen starben während der Flucht, andere, die den Dienst im nach Kuniyoshi verlegten Feldlazarett fortsetzten, wurden Opfer der amerikanischen Angriffe am 21. und 22. Juni.
Von den 46 Schülerinnen fielen 22 im Verlauf der Kriegshandlungen. Zu ihrem Gedenken wurde in Kuniyoshi, Itoman beim Tempel Nanzenkōji (南禅廣寺) das Shiraume-Mahnmal (白梅の塔, Shiraume-tō, 26° 6′ 59,3″ N, 127° 41′ 10,5″ O) errichtet.
Die weißen Pflaumenblüten (Shiraume) bilden das Schulabzeichen der zweiten Mädchenoberschule der Präfektur Okinawa.